# Денисов, Андрей Иванович (дипломат)
Андре́й Ива́нович Дени́сов (род. 3 октября 1952, Харьков, УССР, СССР) — российский дипломат. Чрезвычайный и полномочный посол Российской Федерации в Китайской Народной Республике (2013—2022). Член Президиума Российского совета по международным делам (2011). Чрезвычайный и полномочный посол (2003). Заслуженный работник дипломатической службы Российской Федерации (2005). Сенатор Российской Федерации (с 2022 года), первый заместитель председателя Комитета Совета Федерации по международным делам.
Из-за вторжения России на Украину, находится под международными санкциями всех стран Евросоюза и Швейцарии

## Биография
В 1974 году окончил МГИМО МИД СССР. Владеет китайским и английским языками.
- В 1973—1981 годах — переводчик, экономический и торговый представитель Советского Союза в КНР.
- В 1981—1991 годах — эксперт Международного отдела ЦК КПСС по Китайской Народной Республике.
- В 1992—1997 годах — советник, старший советник при посольстве России в Китае.
- В 1997—2000 годах — директор Департамента экономического сотрудничества МИД России.
- С 21 октября 1998 по 14 июня 2000 года — член Коллегии МИД России.
- С 21 апреля 2000 по 28 декабря 2001 года — чрезвычайный и полномочный посол Российской Федерации в Арабской Республике Египет[1][2].
- С 28 декабря 2001 по 12 июля 2004 года — заместитель министра иностранных дел Российской Федерации[3][4].
- С 12 июля 2004 по 8 апреля 2006 года — постоянный представитель Российской Федерации при ООН и представитель в Совете Безопасности ООН[5][6].
- С 8 апреля 2006 по 22 апреля 2013 года — первый заместитель министра иностранных дел России[7][8].
- С 23 апреля 2013 по 13 сентября 2022 года — чрезвычайный и полномочный посол Российской Федерации в Китайской Народной Республике[9][10].
- 16 сентября 2022 года назначен сенатором от исполнительной власти Саратовской области[11].

## Резонанс в прессе
В октябре 2012 года внимание общественности привлекло письмо Денисова губернатору Санкт-Петербурга о том, что МИД против того, чтобы новая станция петербургского метро носила имя столицы Румынии — «Бухарестская». По мнению Денисова, отношение Румынии к России сейчас нельзя назвать дружеским. Станция метро, с его точки зрения, не может носить такое название ввиду явно антироссийской позиции официального Бухареста по проблеме размещения элементов американской ПРО в Европе. Дипломат указал на деструктивную активность Румынии на постсоветском пространстве, а также на поддержку со стороны румынского руководства режима М. Саакашвили в Грузии. Топонимическая комиссия, однако, не согласилась с Денисовым. По мнению заслуженного архитектора Российской Федерации, члена Градостроительного совета Петербурга Бориса Николащенко, политическим соображениям здесь не место: «Нас пытались подвигнуть на участие в сиюминутном политическом конфликте, что неправильно. Гораздо важнее связи между народами, история».

## Санкции
16 декабря 2022 года, на фоне вторжения России на Украину, включён в санкционный список Евросоюза, так как «поддерживал и реализовывал действия и политику, которые подрывают территориальную целостность, суверенитет и независимость Украины и еще больше дестабилизируют Украину».
Также находится в санкционных списках Швейцарии

## Награды
- Почётная грамота правительства Российской Федерации (18 сентября 2002) — за большой личный вклад в реализацию внешнеполитического курса государства и в связи с 200-летием МИДа России[16].
- Заслуженный работник дипломатической службы Российской Федерации (18 апреля 2005) — за заслуги в реализации внешнеполитического курса Российской Федерации и многолетнюю плодотворную дипломатическую деятельность[17].
- Орден «За заслуги перед Отечеством» IV степени (9 октября 2007) — за большой личный вклад в реализацию внешнеполитического курса Российской Федерации[18].
- Благодарность Президента Российской Федерации (3 апреля 2008) — за заслуги во внешнеполитическом обеспечении экономических интересов Российской Федерации[19].
- Почётная грамота президента Российской Федерации (29 сентября 2008) — за активное участие в подготовке и проведении Петербургского международного экономического форума и встречи глав государств — участников Содружества Независимых Государств[20].
- Медаль «За заслуги в увековечении памяти погибших защитников Отечества» (2008, Минобороны России) — за большой личный вклад в увековечение памяти погибших защитников Отечества, установление имен погибших и судеб пропавших без вести военнослужащих, проявленные при этом высокие моральные и деловые качества, усердие и разумную инициативу, оказание содействия в решении задач по увековечению памяти погибших защитников Отечества[21].
- Орден Почёта (29 октября 2010) — за большой вклад в реализацию внешнеполитического курса Российской Федерации и многолетнюю добросовестную работу, заслуги в научно-педагогической деятельности и подготовке высококвалифицированных кадров[22].
- Орден Дружбы (30 декабря 2012) — за большой вклад в реализацию внешнеполитического курса Российской Федерации и многолетнюю добросовестную работу[23].
- Благодарность Правительства Российской Федерации (26 декабря 2015) — За трудовые успехи и большой личный вклад в развитие международного сотрудничества[24].
- Орден «За заслуги перед Отечеством» III степени (21 марта 2022) — за большой вклад в реализацию внешнеполитического курса Российской Федерации и многолетнюю добросовестную дипломатическую службу[25].

## Дипломатический ранг
- Чрезвычайный и полномочный посланник 2 класса (7 ноября 1997)[26]
- Чрезвычайный и полномочный посол (29 апреля 2003)[27]